# Veselohra na mostě
Veselohra na mostě, H. 247 (en txec, Comèdia en el pont) és una òpera radiofònica en un acte composta per Bohuslav Martinů sobre un llibret del mateix compositor, basat en la comèdia de Václav Kliment Klicpera i composta el 1935 a Polička. Es va estrenar el 18 de març de 1937 a la Ràdio Txeca de Praga dirigida per Otakar Jeremiáš.
És una opereta divertida que ha estat gravada diverses vegades. Després de l'estrena a la ràdio txeca va conèixer una carrera escènica considerable. La primera representació escènica va ser al Hunter College de Nova York el 28 de maig de 1951, a la qual va acudir el compositor i que va rebre un premi per a la "millor nova òpera" del New York Music Critics Circle. L'òpera va tenir dues produccions al Teatre Nacional de Praga, el 1961 i el 1975.
Martinů va arranjar tres números de l'òpera en una Petita Suite per a orquestra de cambra, incloent el piano.